# خوسيه ماريا مانويل كورتينا بيريز
خوسيه ماريا مانويل كورتينا بيريز (بالإسبانية: José María Manuel Cortina Pérez)‏ هو مهندس معماري إسباني، ولد في 1868 في بلنسية في إسبانيا، وتوفي بنفس المكان في 1950.